# Valerián Zorin
Valerián Aleksándrovich Zorin (en ruso: Валериáн Алексáндрович Зóрин; 1 de enero de 1902-14 de enero de 1986) fue un diplomático soviético, recordado por su confrontación con Adlai Stevenson el 25 de octubre de 1962, durante la crisis de los misiles en Cuba.

## Biografía
Zorin nació en Novocherkask, el 1 de enero de 1902. En 1922 se unió al Partido Comunista Soviético, dentro del cual de la cual ocupó después cargos administrativos en el Comité Municipal de Moscú y en el Comité Central del Komsomol (organización juvenil del partido) hasta 1932. En 1935 se graduó del Instituto Comunista de Educación Superior con un posgrado en educación. Entre 1935 y 1941, Zorin trabajó en diversas asignaciones como profesor y como instructor de la Organización de Pioneros (organización infantil del partido).

Su carrera diplomática comenzó en 1941 tras el ataque de Alemania a la URSS durante la Segunda Guerra Mundial, cuando empezó a trabajar en el Comisariado del Pueblo de Asuntos Exteriores de la Unión Soviética como jefe del departamento para Europa Central, cargo que desempeñó hasta 1944. Entre 1945 y 1947, Zorin fue embajador soviético en Checoslovaquia, y en 1948 ayudó a los comunistas checoslovacos a organizar el Golpe de Praga. Posteriormente, de 1947 a 1955, y de 1956 a 1965, ocupó el cargo de Viceministro de Asuntos Exteriores de la Unión Soviética. Simultáneamente, desempeñó otros puestos, incluyendo el de representante soviético permanente en el Consejo de Seguridad de la ONU entre 1952 y 1953. Entre 1955 y 1956 fue embajador soviético en Alemania Occidental. Entre 1956 y 1965, Zorin volvió a representar a la Unión Soviética en el Consejo de Seguridad de la ONU, donde protagonizó su conocida confrontación con el representante estadounidense Adlai Stevenson el 25 de octubre de 1962, durante la Crisis de los Misiles en Cuba. En ese momento, los ayudantes de Stevenson llevaron fotografías aéreas ampliadas de lanzadores de misiles soviéticos en Cuba a la sala de reuniones del Consejo de Seguridad de la ONU, a lo que Zorin lo acusó de presentar "pruebas falsas": 

Stevenson: ¿Niega usted, Embajador Zorin, que la Unión Soviética haya instalado y siga instalando misiles y plataformas de lanzamiento de mediano y superior alcance en Cuba? ¿Sí o no? No es necesario esperar la traducción. ¿Sí o no?
Zorin: - No estoy en un tribunal estadounidense y por eso no quiero responder a la pregunta que se hace en términos del fiscal. Recibirá la respuesta a su debido tiempo en mi discurso como representante de la Unión Soviética.
Stevenson: Ahora está ante el tribunal de la opinión pública mundial y puede responder “sí” o “no”. Usted negó que estas armas existan; y quiero saber si le entendí bien.
Zorin: - Continúe su discurso, Sr. Stevenson. Recibirá una respuesta a su debido tiempo.
Stevenson: - Estoy dispuesto a esperar una respuesta a mi pregunta incluso hasta el calendario griego, si esa es su decisión. También estoy dispuesto a presentar pruebas en esta sala.

Tras el asesinato del presidente estadounidense John F. Kennedy en 1963, hizo polémicas declaraciones especulando sobre posibles causas, rechazando la creencia de que Kennedy había sido asesinado por Lee Harvey Oswald y en su lugar especuló que podría haber sido a causa de las opiniones progresistas de Kennedy sobre los derechos civiles del sur de Estados Unidos.
Entre 1965 y 1971, Zorin sirvió como embajador soviético en Francia. A partir de 1971, ocupó el cargo de embajador de misiones especiales en el Ministerio de Asuntos Exteriores de la URSS. Fue elegido miembro del Comité Central del Partido Comunista de la Unión Soviética durante los  22º y 23º Congresos del partido, celebrados en 1961 y 1966, respectivamente, donde permaneció hasta 1971, cuando se jubiló.
Falleció el 14 de enero de 1986 en Moscú, a los 84 años, luego de una larga enfermedad.

## Premios y condecoraciones
- Orden de Lenin (3)
- Orden de la Revolución de Octubre
- Orden de la Bandera Roja del Trabajo (1944 y 1982)
- Orden de la Amistad de los Pueblos
- Orden de la Insignia de Honor

## En la televisión
En el juego televisivo Los Misiles de octubre de 1974, Valerián Zorin fue caracterizado por Will Kuluva, en la película Trece Días (2000) por Oleg Vidov. En 2013. en la serie de televisión checa (České století), fue caracterizado por el cantante de ópera Vladímír Koval.